# 238P/Read
La cometa Read 3, formalmente 238P/Read è una cometa periodica appartenente alla famiglia delle comete della fascia principale, una famiglia i cui primi membri sono stati inizialmente inglobati nella famiglia delle comete gioviane. Si distingue per l'inclinazione orbitale, poco più di 1°. La magnitudine assoluta del suo nucleo è stata valutata in 20,1 (H) corrispondente ad un diametro di 0,6 km .
Osservazioni spettroscopiche effettuate nel 2023 con lo strumento NIRSpec del telescopio Webb hanno evidenziato la presenza di ghiaccio sublimato nel suo percorso di avvicinamento al Sole. Tale rilevamento porterebbe a ritenere che il ghiaccio d'acqua presente nelle prime fasi di formazione del sistema solare possa essersi conservato nella fascia principale degli asteroidi.